# ميل كلارك
ميل كلارك (بالإنجليزية: Mel Clark) هو لاعب كرة قاعدة أمريكي، ولد في 7 يوليو 1926 في Letart, West Virginia ‏ في الولايات المتحدة، وتوفي في 1 مايو 2014 في West Columbia, West Virginia ‏ في الولايات المتحدة بسبب مرض.

## وصلات خارجية
- ميل كلارك على موقع دوري كرة القاعدة الرئيسي (الإنجليزية)
- ميل كلارك على موقعبيزبول رفرنس.كوم (الدوري الرئيسي) (الإنجليزية)
- ميل كلارك على موقعبيزبول رفرنس.كوم (الدوري الثانوي) (الإنجليزية)
- ميل كلارك على موقع إي إس بي إن.كوم (أم.أل.بي) (الإنجليزية)
- ميل كلارك على موقع مشجعي الرسوم البيانية (الإنجليزية)